# Gesundheitszentrum Wetterau

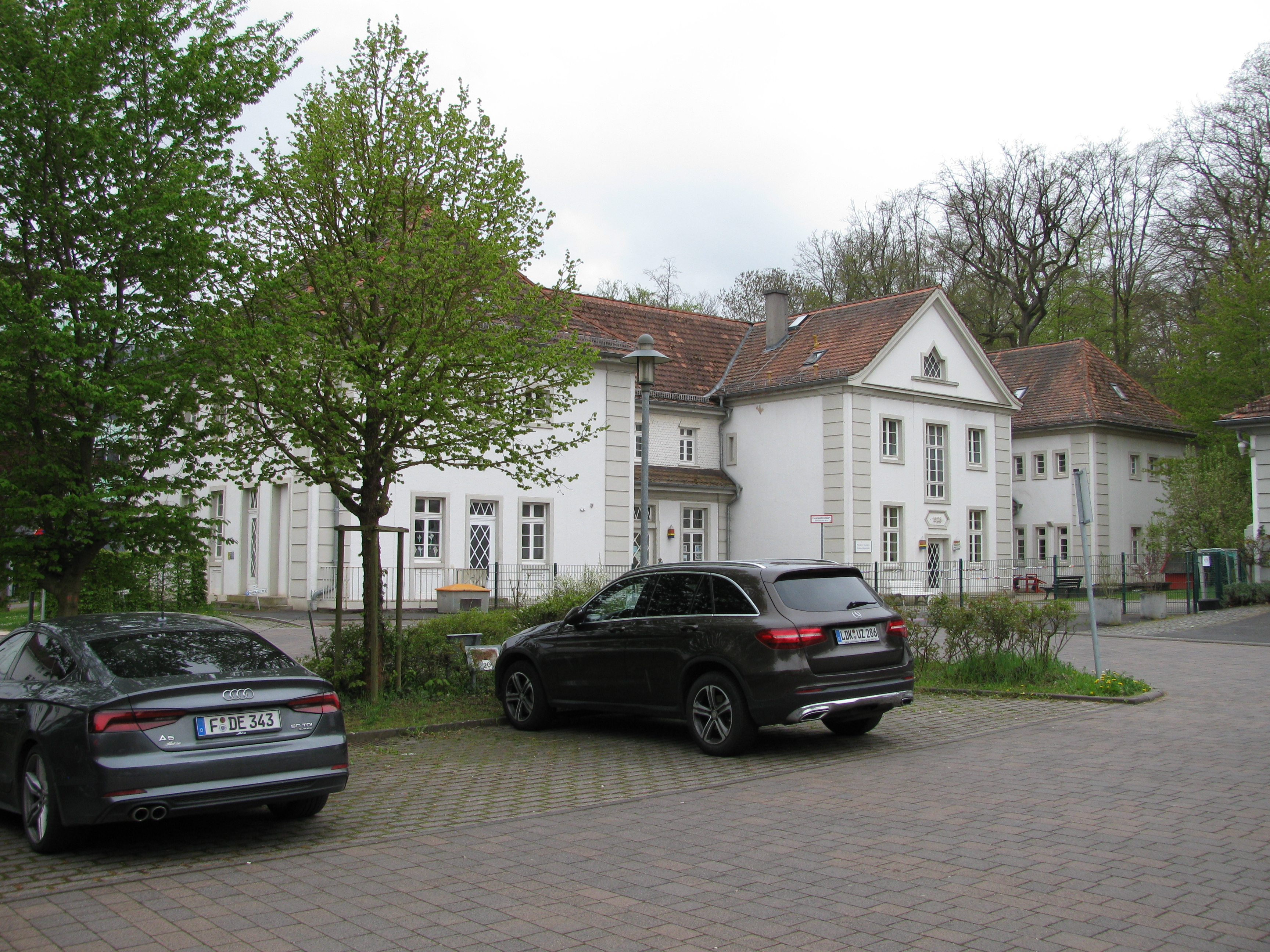
Die Theodora Konitzky Akademie

Die Gesundheitszentrum Wetterau gGmbH (GZW) ist ein Zusammenschluss regionaler Krankenhäuser der Grund- und Regelversorgung und Akademisches Lehrkrankenhaus der Universität Gießen mit Unternehmenssitz im hessischen Bad Nauheim.

## Geschichte
Das Gesundheitszentrum Wetterau entstand zum 1. Januar 2005 aus dem Zusammenschluss von Hochwaldkrankenhaus Bad Nauheim, Bürgerhospital Friedberg und Kreiskrankenhaus Schotten zur Gesundheitszentrum Wetterau gemeinnützige GmbH (GZW gGmbH). Gesellschafter sind die Kliniken des Wetteraukreises gGmbH (KdW) mit 84,09 Prozent und die Stadt Bad Nauheim mit 15,91 Prozent der Anteile. Gesellschafter der Kliniken des Wetteraukreises  sind der Wetteraukreis mit einem Anteil von 89,90 Prozent am Stammkapital, die Stadt Gedern mit 9,21 Prozent und die Vitos GmbH mit 0,89 Prozent. Im Jahr 2020 versorgten 2.000 Mitarbeiter jährlich rund 26.000 stationäre und 100.000 ambulante Patienten.
Zum Gesundheitszentrum Wetterau gehört die Krankenpflegeschule Theodora Konitzky Akademie (TKA) in Bad Nauheim. Sie ist eine Akademie für Aus-, Fort- und Weiterbildung in Gesundheitsfachberufen und steht seit 2018 unter der gemeinsamen Trägerschaft von GZW und Kerckhoff-Klinik Bad Nauheim. Das GZW ist Mitglied im Klinikverbund Hessen.

## Standorte und Betriebsstätten
Zum Verbund der Gesundheitszentrum Wetterau gGmbH mit ihren 828 Betten gehören
- das Hochwaldkrankenhaus Bad Nauheim
- die GZW Diabetes-Klinik Bad Nauheim
- das Bürgerhospital Friedberg
- die Klinik für Psychiatrie und Psychotherapie Friedberg
- das Kreiskrankenhaus Schotten
- die Psychiatrische Tagesklinik Nidda-Bad Salzhausen
- die Psychiatrische Tagesklinik Bad Vilbel
- Medizinische Versorgungszentren in Bad Nauheim, Friedberg, Schotten und Gedern mit Facharztpraxen im Ärztehaus am Schlossberg

### Hochwaldkrankenhaus Bad Nauheim
Das Hochwaldkrankenhaus wurde in mehreren Bauabschnitten auf der ehemaligen Ziegenweide am Hochwald errichtet, nachdem das seit 1896 gegenüber der Synagoge in der Karlstraße gelegene Krankenhaus zu klein geworden war. Ein Ausbau an diesem Standort mitten in der Stadt und in direkter Nachbarschaft von Schulen schien nicht sinnvoll.
Zunächst entstand 1929/30 ein sogenanntes Isolierhaus am Hochwald. Das Hauptgebäude konnte erst am 2. September 1935 bezogen werden, da sich der Bau wegen der Weltwirtschaftskrise ab 1929 verzögert hatte.
In den 1960er Jahren wurde das ursprünglich zweigeschossige Gebäude um zwei Etagen aufgestockt, und Anfang der 1990er Jahre südwestlich ein großer Neubau errichtet. 1993 konnte die Innere Abteilung wieder integriert werden, die nach dem Zweiten Weltkrieg im Konitzky-Stift  untergebracht worden war. Zehn Jahre später wurde ein OP-Trakt mit vier Operationssälen in Betrieb genommen.
2010/2011 entstanden die Neubauten für die Interdisziplinäre Aufnahme (IDA) und das Facharzt- und Servicezentrum (FSZ).
Im Frühjahr 2020 begann die Erweiterung des OP-Trakts und der Zentralsterilisation. Der 60 Millionen Euro teure Neubau soll im Jahr 2025 fertig gestellt werden.

### Bürgerhospital Friedberg
Im Jahr 1305 wurde das Hospital zum Heiligen Geist  in Friedberg erstmals urkundlich erwähnt. Es lag vor den Mauern der Stadt, war von wohlhabenden Bürgern gestiftet worden und wurde vom Rat der Stadt verwaltet. Kaiserliche Truppen brannten während des Dreißigjährigen Kriegs alle Gebäude außerhalb der Stadtmauern nieder; auch das Hospital in der Usavorstadt wurde zerstört. Nach dem „ärmlichen“ Wiederaufbau in den 1650er Jahren standen nur noch zwei Zimmer zur Verfügung.
Im Jahr 1791 wurde mit Geldern des Hospitals der „Eichelhof“ im Süden der Stadt gekauft, um die Armen unterzubringen. 1830 wurde dort zunächst eine Krankenanstalt für Gehilfen und Dienstboten eingerichtet, die später umgebaut und für die Allgemeinheit verfügbar gemacht wurde. Noch vor 1910 wurde sie bereits Bürgerhospital genannt.
Zu Anfang des 20. Jahrhunderts hatten Friedberger Bürger nach einem Spendenaufruf 300.000 Goldmark für einen Neubau aufgebracht. 1910 wurde in der Hospitalgasse auf dem Grund des „Eichelhofs“ das Bürgerhospital mit 147 Betten im zeitgenössischen Jugendstil errichtet.
Der KZ-Arzt Aribert Heim („Doktor Tod“) arbeitete 1948 und 1949 als Assistenzarzt im Bürgerhospital.
Mitte der 1950er Jahre wurde in städtischer Regie ein Personalwohnheim und eine achtgeschossige Erweiterung an der Ockstädter Straße errichtet. Angesichts des hohen Zuschussbedarfs beschlossen die Stadtverordneten 1971, die Krankenhaus-Trägerschaft an den Wetteraukreis zu übergeben. Es wurden Fachabteilungen eingerichtet und 1995 wurde das jetzt als Kreiskrankenhaus fungierende Bürgerhospital auf 250 Betten erweitert.

### Kreiskrankenhaus Schotten
In Schotten gab es seit Beginn des 17. Jahrhunderts verschiedene Provisorien zur Unterbringung Kranker. Das erste Krankenhaus mit 35 Betten wurde 1928 an der Pfarrgalle gebaut. Schon bald wurde über die Notwendigkeit von Erweiterungs- und Ergänzungsbauten diskutiert. Ende der 1960er Jahre gab es konkrete Planungen für einen 120-Betten-Neubau, als bekannt wurde, dass die 1959 errichtete Lungenheilstätte des Landeswohlfahrtsverbandes im Gierbachtal bei Schotten geschlossen würde. Der Vogelsbergkreis kaufte das Gebäude und ließ es zum Kreiskrankenhaus umbauen. An den Kosten für Kauf und Umbau von umgerechnet sieben Millionen Euro beteiligte sich die Stadt Schotten mit 50.000 Euro. Der herausragenden Lage im Grünen mit großen Erholungswert standen infrastrukturelle Defizite eines Gebäudes gegenüber, das nie für den Betrieb als Akutkrankenhaus ausgerichtet war.
Zwischen 2009 und 2011 wurde ein Bettenhaus errichtet, im November 2013 wurde der Verwaltungsneubau in Betrieb genommen.

## Medizinische Schwerpunkte
- Allgemein- und Viszeralchirurgie
- Unfallchirurgie und Orthopädie
- Innere Medizin mit den Schwerpunkten
  - Gastroenterologie/Hepatologie
  - Hämatologie/Onkologie
  - Diabetologie/Endokrinologie
  - Pneumologie/Pneumo-Onkologie
  - Schlaf-Atem-Zentrum sowie Schlaflabor
  - Kardiologie/Angiologie
- Geriatrie
- Geburtshilfe
- Gynäkologie (mit zertifiziertem Brustzentrum und zertifiziertem Gynäkologischen Krebszentrum)[12]
- Spezielle Schmerztherapie
- Stroke Unit/Neurologie
- Palliativmedizin
- Psychiatrie und Psychotherapie
- Psychosomatische Medizin und Psychotherapie

## Qualitätsberichte
- Hessischer Krankenhausplan